# Groep Goedhart

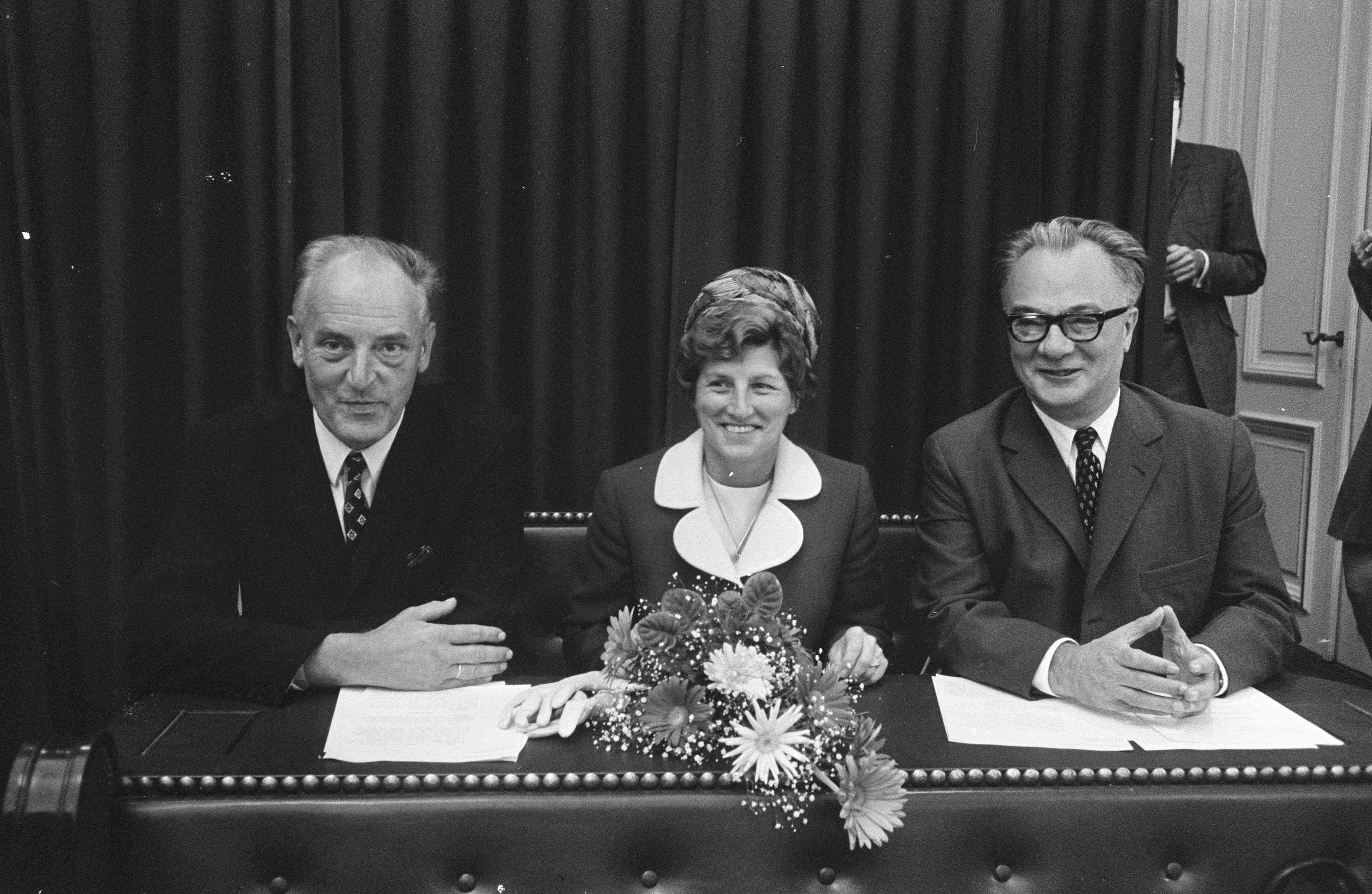
S. van Veenendaal-van Meggelen sluit zich aan bij de Groep Goedhart met naast zich W.J. Schuitemaker en F. Goedhart

De Groep Goedhart was een fractie in de Nederlandse Tweede Kamer, die op 14 mei 1970 ontstond toen de Kamerleden Frans Goedhart en Wybrand Schuitemaker zich afsplitsten van de Partij van de Arbeid. Op 28 juli 1970 sloot het nieuwbakken Kamerlid Fia van Veenendaal-van Meggelen (eveneens ex-PvdA) zich direct na haar installatie bij het tweetal aan.

## Reden van afsplitsing
Goedhart en Schuitemaker verlieten de PvdA uit onvrede met een naar hun mening te radicale koers van de sociaaldemocraten, die was ingezet onder invloed van Nieuw Links. Met name het antiamerikanisme in verband met de Vietnamoorlog zinde het tweetal niet. Ze sloten zich aan bij de net opgerichte partij DS '70, die in 1971 voor het eerst met de verkiezingen meedeed. Schuitemaker en Van Veenendaal werden bij deze verkiezingen herkozen als Kamerlid.